# Albin Krasniqi
Albin Krasniqi (* 6. April 2003 in Solothurn) ist ein schweizerisch-kosovarischer Fussballspieler.

## Karriere
Der gebürtige Solothurner Krasniqi begann in seiner Kindheit mit dem Fussballspielen beim FC Wacker Grenchen und spielte später in der Nachwuchsabteilung des FC Solothurn. 2019 wechselte er in die U17 des FC Basel und durchlief dort die übrigen Jugendmannschaften. Im Sommer 2021 rückte der Rechtsaussen in die U21 des Vereins in der drittklassigen Promotion League auf, debütierte dort jedoch erst im Februar 2022. In der anschliessenden Saison 2022/23 konnte er sich als Stammspieler im Sturm durchsetzen und wurde mit zwölf Toren in 21 Einsätzen der beste Torschütze der Mannschaft. Noch während der Saison verliess er die Basler jedoch und schloss sich Ende März 2023 dem Ligakonkurrenten FC St. Gallen an, der ihn ebenfalls für seine zweite Mannschaft in der Promotion League verpflichtete. Im Sommer 2023 bestritt er zudem die Vorbereitung für die neue Saison 2023/24 mit der Profimannschaft unter Trainer Peter Zeidler. Sein Profidebüt feierte er daraufhin am zweiten Spieltag, am 29. Juli 2023, als er bei der 1:0-Niederlage beim FC Lugano in der Nachspielzeit für Mattia Zanotti eingewechselt wurde. Im November 2023 wurde er für ein EM-Qualifikationsspiel gegen Rumänien zudem erstmals in die Schweizer U21-Nationalmannschaft berufen und kam dort zu seinem ersten Länderspieleinsatz. Zwischen dem 28. Oktober 2023 und dem 11. Februar 2024 kam er zu 8 weiteren Teileinsätzen in der Super League, am 5. November 2023 gelang ihm in einem Spiel gegen Stade Lausanne-Ouchy sein bislang einziges Tor in der obersten Liga. Für den Rest der Saison spielte er nicht mehr in der ersten Mannschaft und fungierte mehrheitlich gar nicht in deren Kader. Nach Auslaufen seines Vertrags in St. Gallen wechselte er im Sommer 2024 zum Erstliga-Konkurrenten FC Winterthur. Zu Beginn der Saison 2024/25 kam er hier zu einigen Teileinsätzen, ab dem 21. September 2024 spielte er jedoch nur noch für die zweite Mannschaft in der 1. Liga Classic.